# 根布和明
根布 和明（ねぶ かずあき、1971年9月17日 - ）は、日本の実業家。

## 来歴
- 1990年 - バーテンダーを務め雑誌に紹介される。
- 1991年 - 会計事務所に入所する。その後、ゴルフ会員権の営業などの仕事を経験する。
- 1995年 - 北海道に戻り、訪問販売職に従事。1日の最高売上を作り、関東での新規出店に幹部として送り込まれるが、後に自営業として独立する。
- 2004年 - 横浜にて、知人に誘われ不動産投資の斡旋事業を立ち上げる。5年後には約68億の売上を計上する。
- 2009年4月 - A.Cast.Partner`s株式会社を設立。代表取締役社長就任。当時部下であった出合堅市（現A.Cast.Partner`s株式会社代表取締役社長）と共に、それまでの広く情報を出して集客するという不動産販売のセオリーに反し、不動産情報を公開しない完全会員制のワンストップ型ビジネスモデルを立ち上げる。
- 2016年4月 - 海外展開、業態拡大をはかり組織変更をする。A.Cast.Holdings株式会社代表取締役社長及びA.Cast.Partner’s株式会社代表取締役会長就任。
- 2018年10月 - A.Cast.Holdings株式会社代表取締役社長及びA.Cast.Partner’s株式会社代表取締役会長退任。
- 2018年9月 - Scrum Value Holdings株式会社設立。
- 2019年2月 - 国内外の不動産の売買、仲介を行うScrum Value Agents株式会社設立。その後、ハワイ、香港、マレーシアに子会社設立。

## 著書
- 「年収を倍々で増やし続ける! 超加速不動産投資術」（2012年、ぱる出版）